# Gakko II
Pour les articles homonymes, voir Gakko.
Série
L'École
(1993) Gakko III
(1998)
Pour plus de détails, voir Fiche technique et Distribution.
Gakko II (学校II, Gakkō II) est un film dramatique japonais écrit et réalisé par Yōji Yamada et sorti en 1996.
Le film est sélectionné comme entrée japonaise pour l'Oscar du meilleur film en langue étrangère à de la 69e cérémonie des Oscars qui a eu lieu en 1996 mais n'est pas repris dans la sélection finale.

## Fiche technique
- Titre : Gakko II
- Titre original : 学校II (Gakkō II?)
- Réalisation : Yōji Yamada
- Scénario : Yoshitaka Asama et Yōji Yamada
- Musique : Isao Tomita
- Photographie : Mutsuo Naganuma
- Montage : Iwao Ishii
- Décors : Mitsuo Degawa
- Production : Shigehiro Nakagawa
- Société de production : Nippon Television Network et Shōchiku
- Pays de production :  Japon
- Langue originale : japonais
- Format : couleur
- Genre : drame
- Durée : 128 minutes[1] (métrage : neuf bobines - 3 448 m[1])
- Dates de sortie : 
  - Japon : 19 octobre 1996[1]

## Distribution
- Toshiyuki Nishida
- Hidetaka Yoshioka
- Ayumi Hamasaki
- Hiroshi Kanbe
- Tomijuro Nakamura
- Masayuki Yui
- Pinko Izumi
- Hideko Hara
- Ayumi Ishida
- Masatoshi Nagase
- Kazutoyo Koyabu
- Yoshiaki Umegaki
- Yukinari Yanagino